# Alf Clausen
Alf Heiberg Clausen (Minneapolis, 28 de março de 1941 – Los Angeles, 29 de maio de 2025) foi um compositor musical para cinema e televisão estadunidense. Ficou reconhecido por seu trabalho na série animada Os Simpsons, na qual trabalhou como compositor de 1990 até 2017. Clausen compôs a música a mais de trinta filmes e programas televisivos, incluindo Moonlighting, The Naked Gun, ALF, e Ferris Bueller's Day Off.

## Biografia
Clausen nasceu na cidade de Minneapolis, no estado de Minnesota, e cresceu em Jamestown, Dakota do Norte. Cursou seus estudos na Universidade de Dakota do Norte, na Universidade de Wisconsin-Madison e no Berklee College of Music de Boston, obtendo pós-graduação em Arranjos Musicais e Composição. Começou sua carreira musical tocando o baixo e o corno francês, convertendo-se em instrutor em Berklee.
Clausen tem composto canções para muitas séries de televisão e filmes, incluindo Moonlighting (pelo qual recebeu seis nominações aos Emmy), Os Simpsons (pelo qual ganhou dois Emmy Awards, cinco Annie Awards e três prêmios International Monitor, e recebeu 18 nominações mais para os Emmy e três para os Annie), Bette, The Critic, ALF, Christine Cromwell, Dads, Double Agent, Fame, Harry, Lime Street, My First Love, Murder In Three Acts, Police Story, She Knows Too Much, Stranded, e Wizards & Warriors.
Suas composições e arranjos musicais têm sido utilizados por muitos artistas e em muitas peças publicitárias, como por exemplo o Universal Studios Tram Tour 2000. Também tem composto para músicos tais como Buddy Rich, Thad Jones, Mel Lewis, Ray Charles, Woody Herman, Stan Kenton, e Denny Christianson. As empresas que trabalham com ele incluem a AFM, ASCAP, ATAS, IAJE, NARAS, Society of Composer & Lyricists (da qual é o vice-presidente e membro da Administração de Directores), Songwriters Guild, SAG, Who's Who In The West, Who's Who In Califórnia, e Who's Who In Entertainment.
Em 2011, Clausen recebeu o prêmio Golden Note da American Society of Composers, Authors and Publishers. O presidente da ASCAP, Paul Williams, disse que suas "décadas de trilhas sonoras para Os Simpsons e outros programas de TV e filmes são tão infinitamente inventivas quanto a imaginação dos escritores e animadores dos programas. É preciso muito trabalho e pensamento sério para compor, organizar e conduzir tais música maravilhosamente feliz."
Em 5 de agosto de 2019, Clausen anunciou que processaria a Fox Network por sua demissão de Os Simpsons, afirmando ter sido demitido devido ao preconceito de idade. Depois que uma parte foi indeferida em agosto de 2020, Clausen desistiu totalmente do processo em janeiro de 2022.
Morreu no dia 29 de maio de 2025 aos 84 anos.

## Prêmios
Os prêmios ganhados por Clausen incluem ao todo dois prêmios Emmy e 30 nominações, cinco prêmios e três nominações para os Prêmios Annie, três prêmios International Monitor, nominações para os Grammy e os prêmios CLIO, uma menção como Doutor Honorário em Música da Universidade de Dakota do Norte e o Prêmio de Reconhecimento do Berklee College, entre outros. 